# McGregor (Teksas)
McGregor – miasto w Stanach Zjednoczonych, w stanie Teksas, w hrabstwie McLennan.